# Brachypelma hamorii
Brachypelma hamorii é uma espécie de aranha pertencente à família Theraphosidae.